# América Football Club des Cayes
L'América Football Club des Cayes és un club haitià de futbol de la ciutat de Les Cayes.
El club va ser fundat el 1973.

## Palmarès
- Campionat Nacional: [3]
  - 2014 Ob
- Copa haitiana de futbol: [4]
  - 2014